# 富山県道332号大海寺新本町線

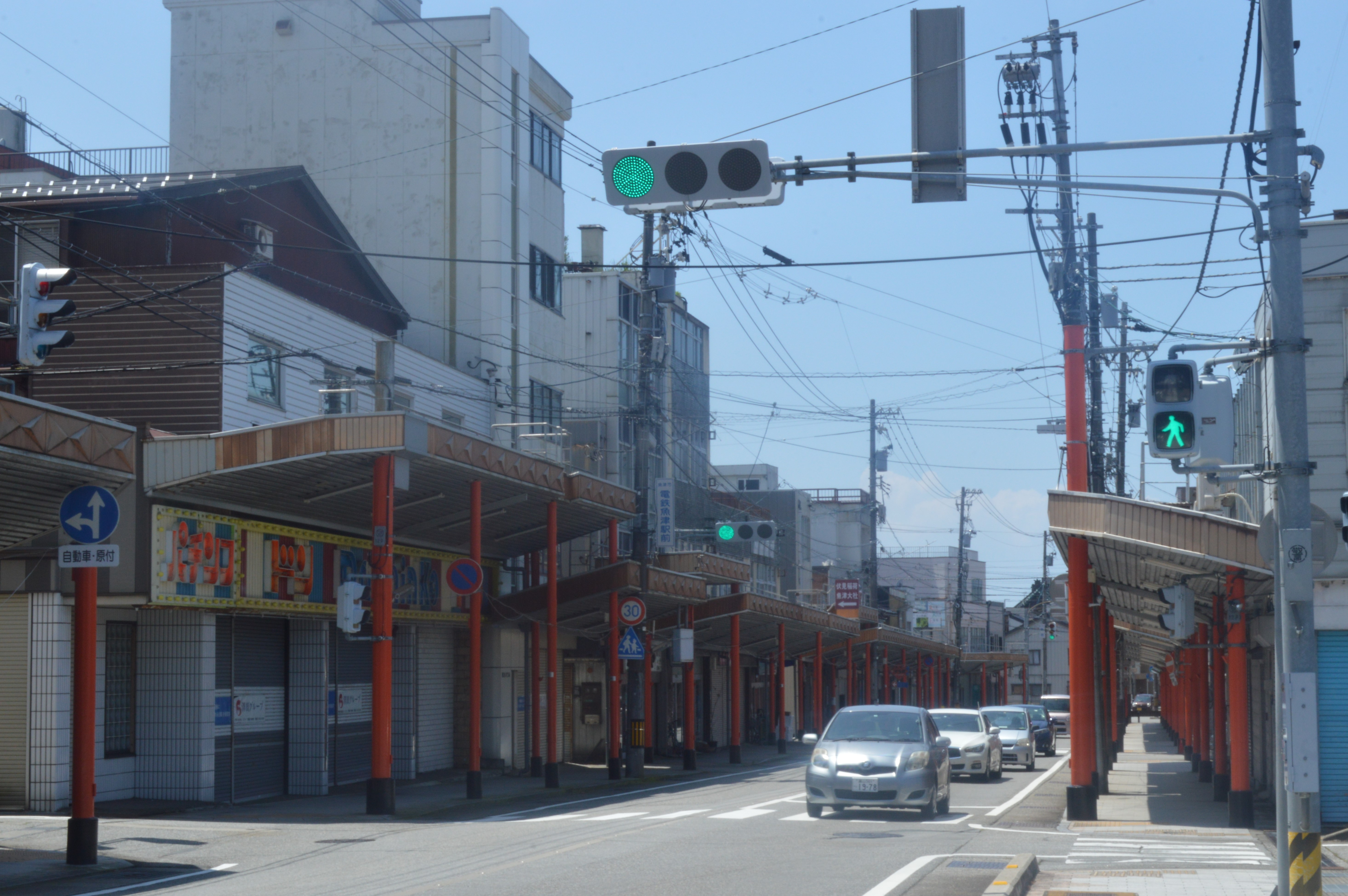
魚津市新宿、電鉄魚津駅前の区間

富山県道332号大海寺新本町線（とやまけんどう332ごう だいかいじしんほんまちせん）とは、富山県魚津市の大海寺新の農村から中心市街地までを結ぶ一般県道（富山県道）である。1993年（平成5年）4月1日までは「坪野本町線」という名称であった（坪野 - 大海寺新間を富山県道67号宇奈月大沢野線に譲る）

## 沿革
- 1899年 - 田方町 - 大谷温泉間の道路（延長1里26間6寸、幅員9尺）として、村費支弁にて着工[1]。
- 1906年 - 田方町 - 大谷温泉間竣工[1]。
- 1960年 - 1965年頃（昭和30年代後半） - 電鉄魚津駅前（新宿商店街）の道幅が拡幅[2]。
- 1968年（昭和43年）度 - 1972年（昭和47年）度 - 都市計画事業により県道の拡幅工事が進められる[3]。
- 1973年（昭和48年） - 電鉄魚津駅前の歩道側にアーケードを設置[2]。

## 路線概要
- 起点：富山県魚津市大海寺新
- 終点：富山県魚津市本町2丁目

## 通過する自治体
- 富山県
  - 魚津市

## 主な接続道路
- 富山県道67号宇奈月大沢野線
- 新川広域農道
- 国道8号
- 富山県道135号富山滑川魚津線
- 富山県道33号金山谷田方町線
- 富山県道52号石垣魚津インター線